# 방포

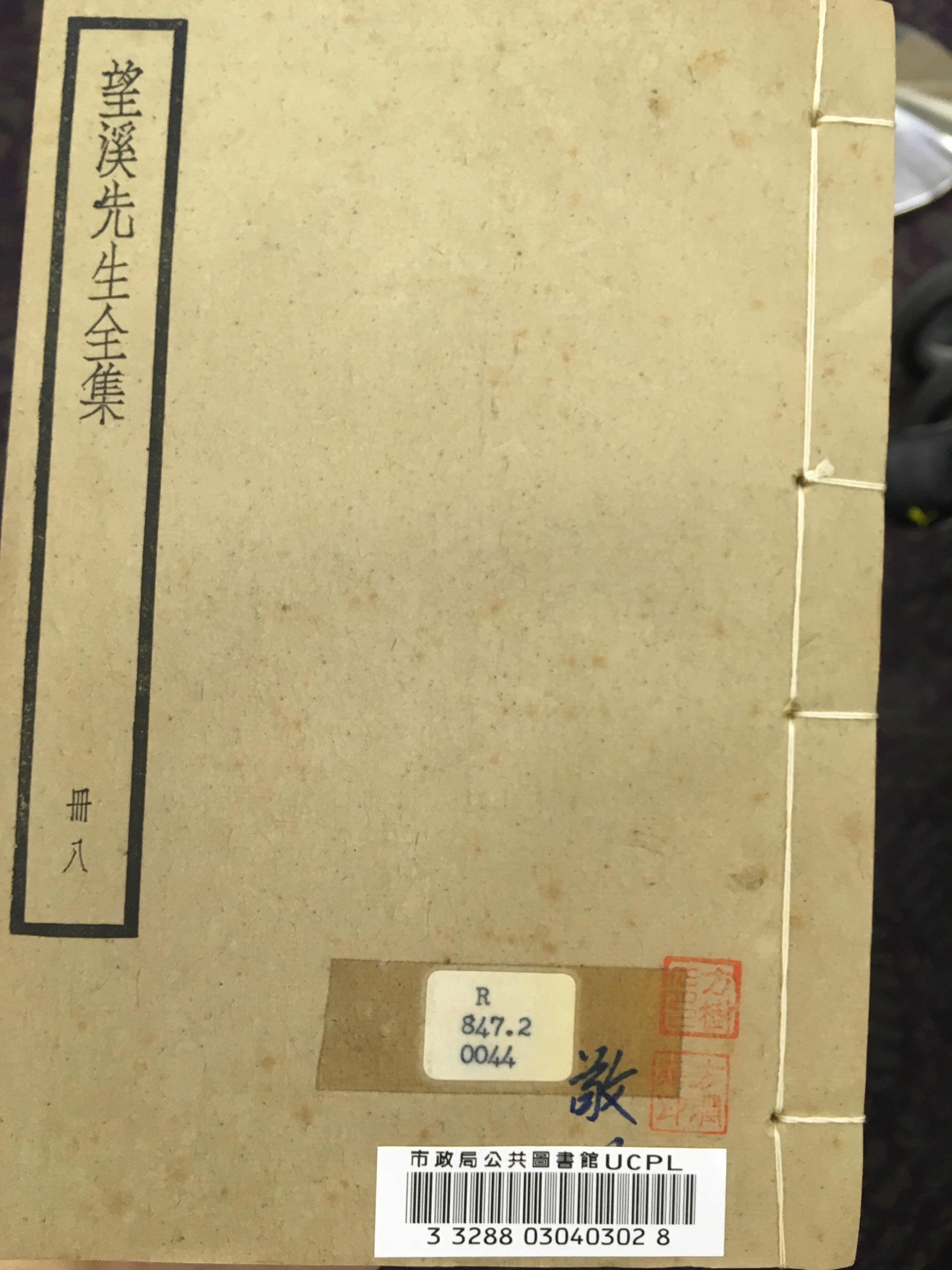

방포(중국어: 方苞, 병음: Fāng Bāo 팡바오[*], 1668년 5월 25일~1749년 9월 29일)는 중국 청나라의 철학자, 시인, 학자, 저자이다. 자는 영고(靈皐), 봉구(鳳九), 만호는 망계(望溪)이다.

## 생애
안휘 동성 사람이다. 강희 50년(1711)에 대명세(戴名世)의 ≪남산집(南山集)≫에 서문을 썼다가 필화 사건에 연루되어 옥고를 치렀다. 후에 복권되어 관직이 예부시랑(禮部侍郞)까지 이르렀다. 동성파의 비조로 떠받들어지며 저서로는 ≪망계문집(望溪文集)≫ 등이 있다.